# Максимальне навантаження
«Максимальне навантаження» (порт. Carga Máxima) — бразильський бойовик 2023 року, знятий режисером Томасом Портеллою за сценарієм Леандро Соареса. У головних ролях: Тьяго Мартінс, Шерон Менеззес, Мільхем Кортас і Паулу Вільхена. Світова прем'єра фільму відбулася 27 вересня 2023 року на платформі Netflix.
Водій вантажівки Рожер, який перебуває в складному матеріальному становищі, отримує спокусливу, але небезпечну пропозицію — допомогти банді злодіїв.

## Акторський склад
| Актор           | Роль       |
| --------------- | ---------- |
| Тьяго Мартінс   | Рожер      |
| Шерон Менеззес  | «Королева» |
| Мільхем Кортаз  |            |
| Паулу Вільхена  |            |
| Евандро Мескіта | Оділон     |
| Рафаель Логам   | Даніло     |
| Оран Фігуередо  |            |